# NGC 5156
NGC 5156 is een balkspiraalstelsel in het sterrenbeeld Centaur. Het hemelobject werd op 31 maart 1835 ontdekt door de Britse astronoom John Herschel.

## Synoniemen
- ESO 220-13
- IRAS 13256-4839
- PGC 47283